# Девід Діас
Девід Діас (англ. David Díaz, 7 червня 1976) — американський професійний боксер, чемпіон світу за версією WBC (2007—2008) у легкій вазі.

## Аматорська кар'єра
На Олімпійських іграх 1996 в першому бою переміг Джакобо Гарсію (Віргінські Острови), а в другому програв Октай Уркалу (Німеччина).

## Професіональна кар'єра
1996 року розпочав професіональну кар'єру і накопичив непереможний рекорд 26-0 перед тим, як 4 лютого 2005 року зазнав першої поразки технічним нокаутом в бою проти Кендалла Голта (США).
12 серпня 2006 року переміг Хосе Армандо Санта Круза (Мексика) в бою за титул «тимчасового» чемпіона WBC у легкій вазі. 20 лютого 2007 року Діас був підвищений до звання повноцінного чемпіона після того як тодішній чемпіон WBC Хоель Касамайор (Куба) відмовився битися з Діасом, підписавши контракт на бій-реванш проти чемпіона WBO Аселіно Фрейтаса (Бразилія), за що був позбавлений звання чемпіона WBC.
В першому захисті 4 серпня 2007 року Діас здобув перемогу одностайним рішенням суддів над видатним мексиканським боксером Еріком Моралесом.
Перемога над Моралесом дала змогу Діасу зустрітися в бою з іншим легендарним боксером Менні Пак'яо (Філіппіни). Їх поєдинок відбувся 28 червня 2008 року. Діас зазнав поразки технічним нокаутом у 9-му раунді, що принесло Пак'яо п'ятий титул чемпіона світу в п'яти різних вагових категоріях.